# 邢正
邢正（1428年—？），字直夫，廣西慶遠衛人，一說宜山人，明朝政治人物。進士出身。

## 生平
廣西鄉試第二十七名。天順元年（1457年）丁丑科會試第一百五十六名，殿試登進士第三甲第一百一十一名。從戶部郎出守廉州，官至雲南參政。

## 家族
曾祖邢富。祖父邢貴。父亲邢仲英。